# Brick Bradford (serial)
Brick Bradford (titlu original: Brick Bradford) este un film SF, serial, american din 1947 regizat de Spencer Gordon Bennet și Thomas Carr. În rolurile principale joacă actorii Kane Richmond, Rick Vallin.

## Capitole
1. Atomic Defense
2. Flight to the Moon
3. Prisoners to the Moon
4. Into the Volcano
5. Bradford at Bay
6. Back to Earth
7. Into Another Century
8. Buried Treasure
9. Trapped in the Time Top
10. The Unseen Hand
11. Poison Gas
12. Door to Disaster
13. Sinister Rendezvous
14. River of Revenge
15. For the Peace of the World

Source:

## Distribuție
| Kane Richmond   | Brick Bradford                                            |
| Rick Vallin     | Sandy Sanderson                                           |
| Linda Leighton  | June Salisbury                                            |
| Pierre Watkin   | Professor Salisbury                                       |
| Charles Quigley | Laydron, villainous spy                                   |
| Jack Ingram     | Albers, henchmen                                          |
| Fred Graham     | Black, henchmen                                           |
| John Merton     | Dr. Tymak                                                 |
| Leonard Penn    | Eric Byrus, Tymak's assistant                             |
| Wheeler Oakman  | Louis Walthar, Tymak's assistant                          |
| Carol Foreman   | Queen Khana                                               |
| Charles King    | Creed                                                     |
| John Hart       | Dent                                                      |
| Helene Stanley  | Carol Preston, daughter of the leader of the lunar Exiles |

## Alte titluri
- Brick Bradford (America Latină)
- Aventures of Brick Bradford, Les (Franța)
- Zÿn Avonturen Brick Bradford, En (Belgia)